# 俄羅斯在烏克蘭設立的臨時行政機構

俄羅斯佔領的烏克蘭領土

2022年俄羅斯入侵烏克蘭期間，俄羅斯在其佔領的烏克蘭領土上設立了一系列親俄的臨時行政機構。
根據烏克蘭媒體的報導，2月27日，哈爾科夫州庫皮揚斯克的市長根纳季·马采戈拉（Геннадій Мацегора）與俄軍談判，在未抵抗的情況下將城市交給俄軍，並被俄軍留任市長。
根據國際媒體報導，3月12日，俄軍在梅利托波爾設立臨時行政機構，任命加琳娜·丹尼尔琴科為該市的市長，原市長伊萬·費多羅夫則被俄軍綁架。
2022年3月26日，俄羅斯的克里米亞共和國當局宣佈，俄羅斯聯邦在被俄軍佔領的赫爾松州設立「赫爾松軍民行政機構」，親俄政客弗拉基米尔·萨尔多被任命為州長。
4月22日，俄羅斯國家杜馬議員德米特里·别利克表示，在「特別軍事行動」結束後，俄羅斯將會恢復克里米亞聯邦管區，以便將烏克蘭南部併入俄羅斯。此前俄羅斯總統弗拉基米爾·普京曾表示俄羅斯不準備佔領烏克蘭。

## 俄佔區百姓的生活
根據俄羅斯聯邦委員會委員谢尔盖·采科夫的說法，俄軍在佔領區組建行政部門的目的是維持人民的生活、優化對定居點及領土的管理（例如：為了維持醫院、住房和公共服務以及緊急服務的運營）。佔領區政府將提供食物、接收並組織提供人道主義援助，在某些情況下可以履行執法機構的職能。然而俄羅斯總參謀部軍事學院一位教師告訴BBC俄語頻道，俄羅斯軍事當局在支援被佔領城市的任務上做得並不好，佔領區的居民和官員也報告稱當地糧食和農產品出現了短缺的現象。
俄軍為了恐嚇平民以削弱其抵抗意志，經常綁架地方官員。在赫爾松州被俄軍佔領後，大約一半的居民離開了南部城市赫爾松、五分之一的人離開了赫爾松州。最初留下的人參加了支持烏克蘭的集會，抗議俄軍占領，但隨後俄軍向人群釋放催淚彈及開槍，後實行了恐怖統治。該州在被俄軍占據后報告了大量綁架、酷刑、搶劫和強姦事件。俄軍最初禁止佔領區的人前往烏克蘭政府軍控制區，並將接近160萬的烏克蘭公民以「人道疏散」名義帶往俄羅斯（其中至少30萬是兒童），並有部分烏克蘭人被俄政府關進過濾營中。
此外，俄軍還經常恐嚇或綁架記者，強迫他們做出對俄羅斯有利的宣傳。烏克蘭最高拉達人權專員柳德米拉·杰尼索娃指責俄羅斯軍隊在佔領區「建立恐怖和審查制度」。還有報導稱俄軍強迫頓涅茨克人民共和國及盧甘斯克人民共和國控制區的大學生為受傷的俄軍士兵進行强迫性的集體獻血。如屬實，這違反了日內瓦公約。
俄軍在佔領區移除了烏克蘭國旗。在扎波羅熱州的亞基米夫卡，他們强迫一名取下俄羅斯國旗的當地居民對著鏡頭道歉。佔領區正試圖用俄羅斯的貨幣盧布代替烏克蘭的貨幣格里夫納，也正在佔領區簽發俄羅斯護照，及後更強制所有當地居民申領，否則或面臨被逐及財產被充公。文化方面，佔領區停止播放烏克蘭語頻道，在電視塔都改為播放俄語頻道和俄政府管控的新聞台。
而在入侵行動展開後，俄軍與原頓巴斯分離武裝，亦於各佔領區強征居民充軍。

## 俄羅斯設立的臨時行政機構及其長官

### 俄佔尼古拉耶夫
- 軍政府長官：尤里·巴爾巴紹夫（英语：Yuriy Barbashov）（Юрий Владиславович Барбашов）[24]

### 俄占赫尔松
- 軍政府長官：维克托·别德里克（Виктор Бедрик）[25]
- 軍政府副長官兼州長：弗拉基米尔·萨尔多（Владимир Сальдо，拯救和平與秩序委員會副主席）[26][27]
- 副州長：基里爾·斯特列穆索夫（Кирилл Стремоусов，拯救和平與秩序委員會主席）[28]
- 副州長：葉卡捷琳娜·古巴列娃 (Катерина Юріївна Губарєва)[27]
- 副州長：維塔利·布柳克（烏克蘭語：Булюк Віталій Вікторович）（Віталій Булюк）[27]
- 赫爾松代市長：亞歷山大·科別茨（Александр Кобец）[26]
- 卡霍夫卡代市長：帕维尔·菲利普丘克（烏克蘭語：Філіпчук Павло Ігорович）[29]
- 新卡霍夫卡代市長：弗拉基米尔·列昂季耶夫（Владимир Леонтьев）[29]
- 斯卡多夫斯克代市長：谢尔盖·什瓦伊科（Сергей Швайко）[29]

### 俄占扎波罗热
- 州長：叶夫根尼·巴利茨基（Евгений Балицкий）[29]
- 梅利托波尔代市長：加琳娜·丹尼爾琴科（Галина Данильченко）[2]
- 别尔江斯克代市長：亞歷山大·紹連科（烏克蘭語：Сауленко Олександр Федорович）[1]
- 埃涅爾戈達爾自治公共委員會主席：安德烈·舍夫丘克（烏克蘭語：Шевчик Андрій Володимирович）[29]

### 俄佔頓涅茨克（頓涅茨克人民共和國）
- 马里乌波尔代市長：康斯坦丁·伊瓦先科（Константин Иващенко）[30]
- 马里乌波尔代副市長：维多利亚·卡拉切娃（Виктория Калачева）[31]
- 沃爾諾瓦哈代市長：阿图尔·安齐费罗夫（Артур Анциферов）[29]

### 俄佔卢甘斯克（盧甘斯克人民共和國）
- 魯比日內市長：谢尔盖·霍尔季夫（烏克蘭語：Хортів Сергій Іванович）[29]

### 俄佔哈爾科夫
- 代理州長：維塔利·甘切夫（Виталий Ганчев）[32]，失去該州大部分的控制，流亡俄羅斯[33]
- 副州長兼首席部長：安德烈·阿列克謝延（俄语：Алексеенко, Андрей Анатольевич）[34]
- 大布爾盧克鎮長：葉夫根尼·尤納科夫（Евгений Юнаков），被殺[35]
- 庫皮揚斯克市長：根纳季·马采戈拉（Геннадий Мацегора）[1]，失去該市的控制，流亡俄羅斯[33]
- 伊久姆市長：弗拉季斯拉夫·索科洛夫（Владислав Соколов），失去該市的控制，流亡俄羅斯[33]